# Hipólito Ramos Martínez
Hipólito Ramos Martínez   (Pinar del Río, 30 de gener de 1956) és un boxejador cubà, ja retirat, que va competir durant la dècada de 1980.
El 1980 va prendre part en els Jocs Olímpics d'Estiu de Moscou, on guanyà la medalla de plata en la categoria del pes minimosca del programa de boxa. Va perdre la final contra el soviètic Shamil Sabirov.
Viu a Veneçuela.